# 시린궈러맹
시린궈러 맹(몽골어: (Sili-yin ɣoul ayimaɣ), Шилийн Гол аймаг(시린골 맹), 중국어: 锡林郭勒盟, 병음: Xīlínguōlè Méng)은 내몽골 자치구의 12개의 지급 행정구역 중 하나이다. 중심지는 시린하오터 시이다. 시린골은 북쪽으로 몽골, 동쪽으로 츠펑 시, 퉁랴오 시, 싱안 맹, 서쪽으로 우란차부 시, 남쪽으로 허베이성 청더 시. 장자커우 시와 접한다.

## 역사
몽골제국이 일시적으로 수도로 삼았다가 대도로 수도를 옮긴 이후 원나라의 여름수도 역할을 한 상도가 맹 남쪽 정란 기에 위치하고 있었다. 이 상도는 원나라가 명나라와의 전쟁에서 패해 대륙을 상실하고 몽골지역으로 축출당한 뒤 세운 북원에서 중요 도시로 있었다.
청나라때의 직례가 맹 남쪽에 도론누르 청을 설치했으며 그 이북지역은 내몽골의 지배하에 두었다.
청나라 멸망이후 내몽골의 지도자가 되었던 데므치그돈로브는 자신의 고향이기도 했던 쑤니터 우기를 거점으로 삼고 내몽골에 독립국가를 세우려고 했다.
그러나 일본제국에 의해 몽강연합자치정부라는 이름의 괴뢰정부가 성립하고, 그 괴뢰정부가 칼간에 중심지를 두면서 일시적으로 주요도시의 위치를 박탈당했다.
일본제국 멸망이후 일시적으로 건국된 내몽골 인민공화국의 수도가 쑤니터 우기에 있었지만, 국공내전말엽에 내몽골 전역이 공산화되면서 내몽골 인민공화국은 멸망했다.

## 인구
2000년에 975,168명의 주민이 살고 있었다.
| 민족     | 인구    | 비율   |
| -------- | ------- | ------ |
| 한족     | 651,174 | 66.78% |
| 몽골족   | 284,995 | 29.23% |
| 만주족   | 26,687  | 2.74%  |
| 후이족   | 11,009  | 1.13%  |
| 다우르족 | 784     | 0.08%  |
| 기타     | 519     | 0.04%  |

## 행정구역
2개 현급시, 1개 현, 9개 기를 관할한다.
| 시린골 맹 현급구역도 | 구역명       | 간자   | 면적(km2） | 인구 |
| -------------------- | ------------ | ------ | ---------- | ---- |
|                      |              |        |            |      |
| 시린하오터 시        | 锡林浩特市   | 14,592 | 163,796    |      |
| 얼롄하오터 시        | 二连浩特市   | 4,015  | 24,830     |      |
| 아바가 기            | 阿巴嘎旗     | 27,494 | 43,949     |      |
| 쑤니터 좌기          | 苏尼特左旗   | 34,251 | 33,700     |      |
| 쑤니터 우기          | 苏尼特右旗   | 22,461 | 69,163     |      |
| 둥우주무친 기        | 东乌珠穆沁旗 | 47,259 | 74,034     |      |
| 시우주무친 기        | 西乌珠穆沁旗 | 22,435 | 73,185     |      |
| 타이푸쓰 기          | 太仆寺旗     | 3,479  | 208,758    |      |
| 샹황 기              | 镶黄旗       | 5,144  | 30,312     |      |
| 정샹바이 기          | 正镶白旗     | 6,215  | 72,087     |      |
| 정란 기              | 正蓝旗       | 10,278 | 80,908     |      |
| 둬룬 현              | 多伦县       | 3,871  | 102,223    |      |